# Красные Горы (Ивановская область)
Кра́сные Го́ры — деревня в Вичугском районе Ивановской области. Входит в состав Сунженского сельского поселения.

## География
Находится в северо-восточной части Ивановской области на расстоянии приблизительно 14 км на север-северо-запад по прямой от районного центра города Вичуга на правом берегу речки Сунжа.

## История
В 1872 году здесь (тогда деревня Кинешемского уезда Костромской губернии) было учтено 25 дворов, в 1907 году — 31 двор.

## Население
| 2010 | 2014 | 2015 | 2016 | 2018 |
| ---- | ---- | ---- | ---- | ---- |
| 16   | →16  | ↗20  | ↗22  | ↘13  |

Постоянное население составляло 134 человека (1872 год), 144 (1897), 347 (1907), 37 в 2002 году (русские 100 %), 16 в 2010.